# Uittreksels uit Theodotus
De Uittreksels uit Theodotus is een verzameling gnostische teksten die bewaard is gebleven, omdat die als een bijlage is opgenomen in de Stromata, een werk van Clemens van Alexandrië (ca. 150-215). Uittreksels van Theodotus behoort met de  Brief aan Flora en de Valentiniaanse Leerbrief tot de weinige gnostische teksten die in de oorspronkelijke Griekse versie bekend zijn. De auteur is de gnosticus Theodotus  (overleden na 170). Theodotus was een van de leerlingen van Valentinus (overleden na 155), de grondlegger van de gnostische beweging die aangeduid wordt als het valentinianisme. Theodotus moet vooral in Klein-Azië actief zijn geweest.
De  Stromata (Diversen)  moet omstreeks 200 door Clemens van  Alexandrië zijn samengesteld.  De  Uittreksels uit Theodotus  heeft de vorm van een notitieboek. Er zijn nogal wat passages waar Clemens commentaar op de tekst van Theodotus geeft. Het is vaak lastig de tekst van Theodotus en het commentaar van Clemens te onderscheiden.

## Algemene noties
De valentinianen gingen uit van een drieledige werkelijkheid. Die was verdeeld in een pneumatische wereld (de goddelijke wereld), een psychische wereld (de wereld van de demiurg) en een stoffelijke wereld (de zichtbare wereld). Ook de mensheid wordt in drie typen ingedeeld; de pneumatici  (geestelijke mensen),  de psychici (psychische mensen) en de hylici (hylẽ, stof, stoffelijke mensen). De goddelijke wereld wordt in alle gnostische stromingen aangeduid met het woord pleroma. Het is de benaming voor de volheid, de structuur en verblijfplaats van de goddelijke wereld. Er zijn binnen de gnostiek en ook binnen het valentinianisme meerdere constructies van een pleroma. In de meeste gnostische constructies is sprake van een top van het pleroma, dat bestaat uit drie hypostasen, goddelijke zijnsvormen, die te vergelijken zijn met de drie-eenheid van het orthodoxe christendom. Het handelt dan om de figuur van een onkenbare, niet te bevatten Vader, een Moeder en een Zoon.
In alle gnostische teksten over het pleroma verschijnen dan eonen. Dat zijn emanaties van de Moeder en de Zoon. Het zijn goddelijke krachten van een lagere orde. In vrijwel alle gnostische teksten ontstaat dan een breuk in de volmaaktheid van het pleroma, omdat een van de eonen –  meestal Sophia/Wijsheid –  een handeling verricht waardoor dat eon of een deel daarvan buiten het pleroma geraakt. Dat heeft de komst van de demiurg tot gevolg alsmede de schepping van de onvolmaakte stoffelijke wereld en de mens.

## Essentie van de inhoud
De  Uittreksels uit Theodotus beschrijft vooral de valentiniaanse mythologie en de verlossingsleer. De bekendste passage uit het werk is:
Het is niet alleen de doop die ons bevrijdt, maar ook de kennis (gnosis) van
wie wij waren, wat wij geworden zijn;
 waar wij waren, waar wij terecht zijn gekomen; 
 waar wij ons naar toe haasten;  van wat wij verlost zijn, 
 wat is geboorte; wat is wedergeboorte.
De essentie is, dat zowel gnosis als geloof noodzakelijk is om de verlossing te bereiken. Een belangrijk onderdeel van zijn leer is dat van de diapheron sperma. Die term kan zowel het superieure zaad als het gescheiden zaad  betekenen. Theodotus bedoelde het ook in beide betekenissen. De term zaad heeft in de gnostische context vaak de betekenis van nakomelingen. In dit geval bedoelt Theodotus ook de verschillende ontvankelijkheid van mensen voor de boodschap van de Verlosser. Hij geeft daarbij een interpretatie van Matteüs: 13 waarbij een groot deel van het door een zaaier uitgestrooide zaad op verkeerde bodem valt en geen vrucht opleverde, hoewel er ook zaad in goede grond viel en dat wel zestigvoudig vrucht voortbracht.
Het superieure zaad is afkomstig uit de goddelijke wereld en daarom is het superieur. De aanwezige situatie is echter dat het zaad nu gescheiden van die goddelijke wereld leeft en daar weer in geïntegreerd  moet worden. In het werk geeft Theodotus voortdurend interpretaties van teksten uit de bijbel. Aan Ik ben de deur, wanneer iemand door mij binnenkomt zal hij gered worden uit het Evangelie volgens Johannes wordt de interpretatie gegeven U, die behoort tot het superieure/gescheiden zaad zal naar de grens komen waar ik ben . Als hij binnenkomt zal ook het zaad door de deur komen en met hem het pleroma binnengaan. De goddelijke wereld kan alleen bereikt worden als het superieure/gescheiden zaad bijeengebracht wordt.
In de valentiniaanse theologie zijn  de pneumatici  (geestelijke mensen) zeker van de verlossing.  De psychici (psychische mensen) maken een kans, maar zijn absoluut niet zeker van de verlossing. Theodotus beschrijft dat er een eschatologisch bruiloftsfeest zal plaatsvinden waarbij de beide groepen met elkaar verenigd zullen worden en het verschil tussen hen zal zijn opgeheven. Na deze vereniging zal de geestelijke substantie de ziel verlaten en het pleroma binnentreden.

## Verschillen met andere gnostische stromingen
De tekst van Theodotus maakt ook een aantal verschillen in opvatting duidelijk tussen de valentinianen en andere gnostische stromingen van die periode. Bij de sethianen was de schepping een zeer gebrekkig resultaat van een kwade schepper, de demiurg, met uitdrukkelijk slechte en kwade bedoelingen. De wereld was ook bij de valentinianen onvolmaakt, maar bij Theodotus is de schepping een onontkoombaar deel van het proces dat leidt tot de verlossing en de terugkeer in het pleroma. De rol van de demiurg wordt in het valentinianisme dan ook veel minder negatief beschreven.
Theodotus beschrijft de demiurg als gevormd  naar het beeld van de hoogste God en als een willoos instrument van Sophia/Wijsheid na haar val uit het pleroma en het berouw over haar daad. Hij is de god door wie zij (Sophia/Wijsheid) de hemel en de aarde creëerde. Toen hij het resultaat van zijn daden zag, verheugde hij zich daarover maar realiseerde zich niet dat zijn daden gestuurd werden door de geest (Sophia/Wijsheid) in de richting die zij wenste. Die onwetendheid van de demiurg van de goddelijke wereld wordt door Theodotus vergeleken met de onwetendheid van de mens.  Want net zo als de demiurg in zijn onwetendheid denkt dat hij zelf handelt, zo gaat dat ook op voor menselijke wezens.
Als het aanwezig zijn in de wereld kan leiden tot verlossing van de mens, dienen ook zaken als seksualiteit binnen een huwelijk en het krijgen van kinderen als positief te worden beschouwd. De tekst van Theodotus bevat dan ook een sterk pleidooi voor het huwelijk en het verwekken van nageslacht. Deze opvatting is fundamenteel verschillend dan bij gnostische stromingen als bijvoorbeeld de borboriten, die voortplanting radicaal veroordeelden. 